# Jonathan Sachse
Jonathan Sachse (* 1985 in Berlin) ist ein deutscher Journalist. Er war Gründungsmitglied und langjähriger Reporter des gemeinnützigen Recherchezentrums Correctiv und leitete ab 2020 das Netzwerk Correctiv.Lokal. Im September 2025 verließ er die Organisation.

## Leben und Werdegang
Vor seiner Tätigkeit bei Correctiv arbeitete Sachse als freier Journalist unter anderem für Zeit Online (jetzt: Die Zeit), Spiegel Online und den Deutschlandfunk. 

## Tätigkeit bei Correctiv
Sachse gehört zu den Gründungsmitgliedern von Correctiv und war seit dem Start der Organisation im Jahr 2014 Teil des Teams. Seitdem war er an zahlreichen investigativen Recherchen beteiligt, etwa zu Missständen im Finanzwesen (Sparkassen), Korruption im Wohnungsmarkt, Schmerzmittelmissbrauch im Profifußball sowie politisch motivierten Plakatkampagnen.
Ab 2020 übernahm Sachse die Leitung von Correctiv.Lokal, einem Netzwerk für kollaborativen Lokaljournalismus.
Für seine Koordination und Weiterentwicklung wurde Correctiv.Lokal 2022 mit dem Grimme Online Award ausgezeichnet. Weitere Auszeichnungen, darunter der Reporter:innen-Preis, folgten im Jahr 2023.
Im Juli 2025 gab Sachse seinen Austritt aus der Organisation bekannt. Als Grund nannte er den Wunsch, sich neuen beruflichen Herausforderungen zuzuwenden.